# Booka Shade
Booka Shade est un groupe allemand de tech house, originaire de Francfort.

## Histoire
Booka Shade est un duo formé de Walter Merziger et Arno Kammermeier. Ce sont les producteurs de la plupart des sorties du label Get Physical Music (tous les albums et remixes par M.A.N.D.Y., DJ T., Sunsetpeople, Chelonis R. Jones, Jona, Elektrochemie (composée de Stephan Bodzin entre autres), Lopazz, Djuma Soundsystem et leurs propres compositions). Depuis le milieu des années 1990, Merziger and Kammermeiert sortent des projets sur différents labels tels que R&S, Harthouse, Touché ou Tommy Boy. 
Leur premier album Memento unit leur passé musical commun dans un chemin très contemporain. Leurs constructions en mesure 4/4, accompagnées de phrases et d’éléments très techniques et musicaux forment cette musique dansante chaude et expérimentale. L'album More!, sorti en 2010, reste leur œuvre majeure, notamment en Allemagne dans le milieu de l'electro.
En février 2008, ils sortent le Movements Tour Edition, qui présente le succès de l'album Movements sorti en 2006 dans sa version originale, ainsi qu'un nouveau DVD live, We Came to Dance ; on y trouve entre autres l'enregistrement du spectacle live de Booka Shades au festival belge Pukkelpop l'année dernière, un documentaire sur la tournée du groupe et de nombreux titres bonus. En mars 2008, le duo présente son single suivant, suivi de son troisième album studio The Sun and the Neon Light en mai. Le 1er novembre 2013, l'album Eve sort. 
En 2023, le groupe révèle un projet de sortie baptisé 20 Years Reworked qui devrait accueillir les remixes de nouveaux artistes. En 2024, ils annoncent la sortie de deux EP, dont The Player/Push Me en mars.

## Discographie

### Albums studio
- 2002 : Memento
- 2002 : Vertigo
- 2006 : Movements
- 2007 : DJ-Kicks
- 2008 : Movements - The Tour Edition
- 2008 : The Sun and the Neon Light
- 2010 : More!
- 2010 : Regenerate (Remixes)
- 2013 : EVE
- 2014 : Love Durg Remixes
- 2017 : Galvany Street

### Singles et EP
- DJ T. vs Booka Shade - Played Runner (single)
- In White Rooms Vol. 2
- Night Falls
- Mandarine Girl
- Album Rmx Edition 2
- Album Rmx Edition 1
- Vertigo
- Stupid Questions
- Silk
- Strange Day EP
- Tickle/Karma Car
- 2024 : The Player/Push Me

### Remixes
- Roxy Music - Thrill of It All / M.A.N.D.Y. (vs. Booka Shade Mix)
- Tiga - 3 Weeks
- Azzido da Bass - Lonely by Your Side
- Yello - Oh Yeah
- Moby - Dream About Me
- Tahiti 80 - Big Day
- The Juan McLean - Tito's Way
- Chelonis R. Jones - Middle Finger Music

### Avec M.A.N.D.Y.
- ROCKER’S HIFI - "Push Push" (Great Stuff)
- Röyksopp - "49%" (Wall of sound/Labels)
- LINDSTROM - "I feel spaced" (Playhouse)
- MYLO - "In my arms" (Breastfed)
- FISHERSPOONER - "Just let go" (Gigolo)
- THE KNIFE - "Pass this on" (Rabbid/V2)
- FREEFORM FIVE - "Strangest Things" (Ultimate Dilemma)
- WESSLING & SCHROM - "Donauwellen" (Boxer)
- Joakim - "Come into my kitchen" (Tigersushi)
- Röyksopp - "Sparks" (Wall of sound/Labels)
- GALLEON - "So, I begin" (Sony)
- SILICONE SOUL - "Right on" (Soma)
- DANIEL BEDINGFIELD - "Gotta get thru this" (Relentless)
- STUDIO 69 feat. Karl Frierson - "Promised Land" (Jive)
- SUGABABES - "Round round" (Island Records/Universal)
- DJ MONIQUE - "Dreams" (Sony)
- MAMBOTUR - "El Planta" (Multicolor)
- GALLEON - "One sign" (Sony)
- LAURIE ANDERSON - "Oh Superman"

### Avec DJ T.
- SPEKTRUM - "Mayday"
- NUCLEUS - "Jam on it"
- MYLO - "Muscle Car "
- WILL SAUL - "Animal Magic"
- ARTOFDISCO by VINCE - "Superworld"
- RANDOM FACTOR - "After the tone"
- THOMILLA - "Freaky Girl"